# ليو جياوي
ليو جياوي (بالصينية: 刘嘉伟) هو لاعب كرة قدم صيني في مركز الوسط، ولد في 28 أبريل 1993 في ووهان في الصين. لعب مع شانغهاي غرينلاند شينهوا.

## وصلات خارجية
- ليو جياوي على موقع قاعدة بيانات كرة القدم.إي يو (الإنجليزية)
- ليو جياوي على موقع Soccerway.com (الإنجليزية)